# Бейбабалар
Бейбабала́р (азерб. Bəybabalar) — село в Агдамском районе Азербайджана.

## Этимология
Название происходит от имени отца основателей села, которого звали Бекбаба.

## История
Первые упоминания села датированы началом XX века.
В 1926 году согласно административно-территориальному делению Азербайджанской ССР село относилось к дайре Хиндристан Агдамского уезда.
После реформы административного деления и упразднения уездов в 1929 году был образован Хындрыстанский сельсовет в Агдамском районе Азербайджанской ССР.
Согласно административному делению 1961 и 1977 года село Бейбабалар входило в Хындрыстанский сельсовет Агдамского района Азербайджанской ССР.
В 1999 году в Азербайджане была проведена административная реформа и был учрежден Хындрыстанский муниципалитет Агдамского района, куда и вошло село.

## География
Неподалёку от села протекает река Хачинчай.
Село находится в 30 км от райцентра Агдам, в 8 км от временного райцентра Кузанлы и в 330 км от Баку. Ближайшая ж/д станция — Тазакенд.
Высота села над уровнем моря — 252 м.

## Население
| Численность населения |
| 1979                  |
| --------------------- |
| 60                    |

## Климат
В селе холодный семиаридный климат.